# Pilbladsbock
Pilbladsbock (Donacia dentata) är en skalbaggsart som beskrevs av David Heinrich Hoppe 1795. Den ingår i släktet rörbockar och familjen bladbaggar. Arten förekommer i norra palearktiska regionen, från Brittiska öarna österut. 

## Beskrivning
Pilbladsbocken är en avlång skalbagge med breda skuldror (bakkroppens framparti) och smalare bakparti. Kroppen är metallglänsande i gulgrönt, koppar- eller mässingsfärg. Täckvingarnas ytter- och innerkanter samt täckvingarnas punkter är kontrasterande färgade. Täckvingarna och mellankroppens mittremsa har dessutom tvärrynkor. Antenner och ben är övervägande rödbruna. Benen är långa, speciellt hos hanen, och baklåren är tydligt förtjockade. Kroppslängden är mellan 7 och 10 mm.

## Utbredning
Utbredningsområdet omfattar Mellan- och Nordeuropa från England, Wales, södra Irland och norra Frankrike i väster, över Baltikum och Ryssland till Sibirien i öster, norra Sverige i norr samt nordligaste Italien till nordligaste Kroatien i söder. I Sverige finns den i hela landet utom Öland, Gotland, Härjedalen och Jämtland, medan den i Finland finns i södra delarna av landet upp till Norra Österbotten. Både i Sverige och Finland är arten klassificerad som livskraftig ("LC").

## Ekologi
Habitatet är sjöar och andra mindre vattensamlingar, vattendrag och öppna sötvattensstränder, framför allt relativt näringsrika sådana med gyttjebotten. De vuxna skalbaggarna är aktiva under juli till september, då de kan påträffas ovanpå värdväxternas blad där de lämnar karakteristiska gnagspår.

### Fortplantning
Äggläggningen sker i augusti. Larven utvecklas under vatten, där den lever på rötter och stjälkar av pilblad och svalting. Den andas genom krokar på buken; krokarna borrar den in i värdväxtens stjälk. Larvutvecklingen är tvåårig: Larven övervintrar två gånger, dels under sin första till tredje hudömsningsfas, dels mot slutet av larvutvecklingen, när den ömsat hud fyra gånger. Efter den sista övervintringen konstruerar larven en kokong som den förpuppar sig i. Larven ömsar alltså hud fem gånger, inräknat förvandlingen till puppa, vilket är ett ovanligt stort antal för en bladbaggeart.